# 烏斯片斯科耶區

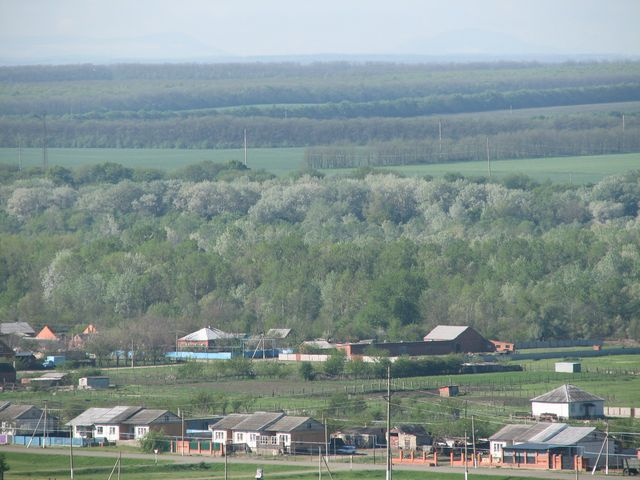

44°49′55″N 41°22′56″E / 44.83194°N 41.38222°E
烏斯片斯科耶區（俄语：Успенский район），是俄羅斯的一個區，位於該國西南部，由克拉斯諾達爾邊疆區負責管轄，面積1,129.98平方公里，2010年人口41,273，人口密度每平方公里36.53人。